# 2006-os labdarúgó-világbajnokság-selejtező
A 2006-os labdarúgó-világbajnokság selejtezősorozata Zürichben kezdődött 2003. október 24-én az ázsiai zóna előselejtezőinek sorsolásával. A 31 kvalifikációs helyre a FIFA hat konföderációjának 197 tagországa jelentkezett. A kontinensek között azok csapatainak erősségétől függően osztották szét a helyeket, melyek a következőképpen alakultak:
- Európa (UEFA): 51 induló 13 helyre (Németország rendezőként automatikus résztvevője volt a világbajnokságnak)
- Afrika (CAF): 51 induló 5 helyre
- Dél-Amerika (CONMEBOL): 10 induló 4 vagy 5 helyre[2]
- Ázsia (AFC): 39 induló 4 vagy 5 helyre[2]
- Észak- és Közép-Amerika és Karib-térség (CONCACAF): 34 induló 3 vagy 4 helyre[2]
- Ausztrália és Óceánia (OFC): 12 induló 0 vagy 1 helyre.[2]

Összesen 194 csapat játszott legalább egy selejtezőmérkőzést. Összesen 847 mérkőzést játszottak, amiken összesen 2464 gól született (átlagosan 2,91 gól mérkőzéseként).

## Részt vevő csapatok

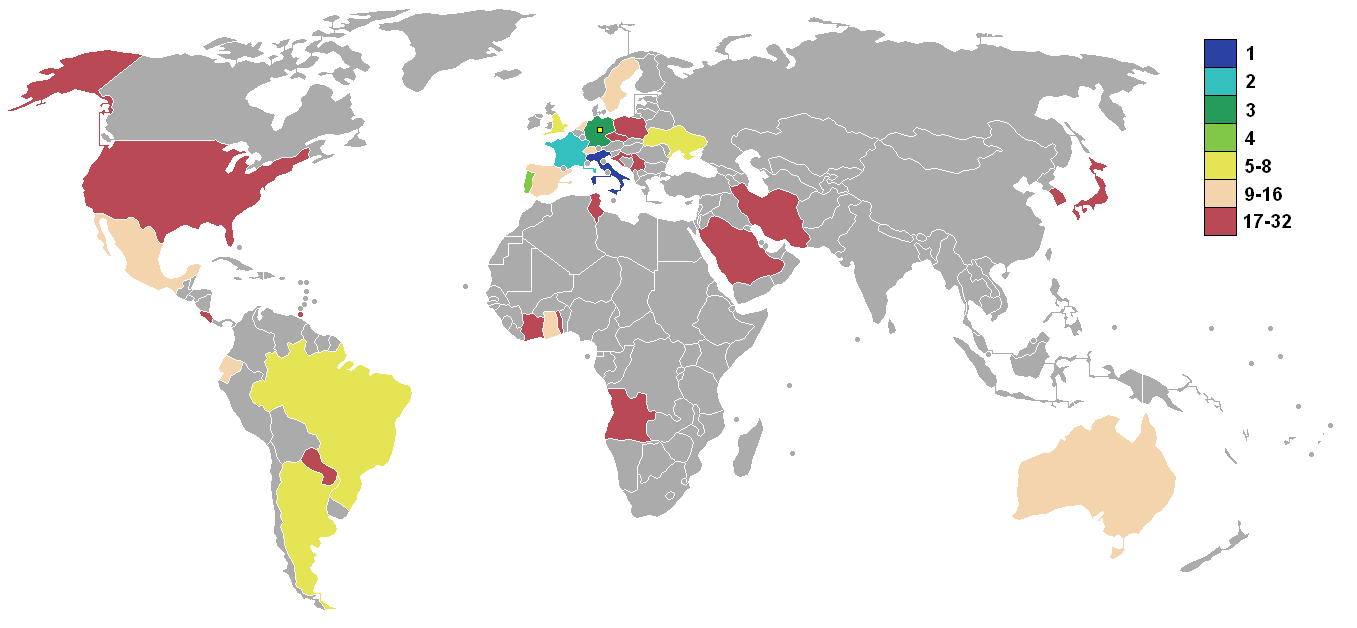
Részt vevő országok